# Gemma Parellada
Gemma Parellada (Barcelona, 1982) és una periodista catalana establerta a Costa d'Ivori, corresponsal de diversos mitjans.
Llicenciada en Periodisme per URL el 2003, durant els estudis es va interessar especialment per la realitat d'Amèrica Llatina i Àfrica. Va marxar a viure a Àfrica en considerar que no hi havia bona informació a la premsa espanyola sobre la realitat africana, més enllà de tòpics i de la cooperació i la solidaritat.
Al continent africà primer va estar a la guerra de Casamance del Senegal. El 2006 es va decidir a conèixer de primera mà què hi havia darrere la Guerra del Congo i quan ja estava allà l'agència EFE va contactar amb ella. Del 2007 al 2014 va ser editora de l'agència EFE per l'Àfrica subsahariana, el primer any per EFE i la resta com a freelance. Establerta a la Governació d'Abyan, a Costa d'Ivori, des del 2008 també va ser corresponsal per El País, Catalunya Ràdio i l'edició espanyola de Radio Francia Internacional (RFI). Des del 2009 també ha publicat a CNN, HBO latino, AFP, RCN Televisió, Magazine de La Vanguardia, El Mundo, Público, El Periódico de Catalunya, El Punt Avui, Wanafrica, la Revista Semana de Colòmbia i Periodismohumano. El 2019 continuava residint a Costa d'Ivori i era corresponsal especialment per El País, Catalunya Radio i CNN espanyol.
Ha guanyat el Memorial Joan Gomis 2013 pel reportatge La guerra sin fin sobre el Congo, el DevReporter 2016 pel reportatge Minerals de sang de RDCongo i TV3, el Miguel Gil de Periodisme 2016 per la seva "trajectòria i compromís per la veritat" i el Joan Gomis 2019 pel reportatge multimèdia Sex Symbols.